# سیارک ۱۴۱۲
سیارک ۱۴۱۲ (به انگلیسی: 1412 Lagrula، نامگذاری:1937BA) هزار و چهارصد و دوازدهمین سیارک کشف شده‌است که در ۱۹ ژانویه ۱۹۳۷ و در الجزیره کشف شد.
قدر مطلق سیارک برابر ۱۲٫۸۰ است.